# لا سالینا
لا سالینا (انگلیسی: La Salina, Casanare) یک منطقهٔ مسکونی در کلمبیا است.